# 邓巴顿大桥 (加利福尼亚州)
邓巴顿大桥（英語：Dumbarton Bridge）是加利福尼亚州舊金山灣最南端的高速公路桥梁，每天车流量超过81,000辆。它东连弗里蒙特附近的紐華克旧金山海湾国家野生动物保护区，西接门洛帕克，承载84号加利福尼亚州州道，在北侧有輸電线路通过。